# Spała
Spała est un village de la gmina de Inowłódz, dans le powiat de Tomaszów Mazowiecki, dans la voïvodie de Łódź en Pologne.